# John Holland (acteur)
Pour les articles homonymes, voir John Holland et Holland.
John Holland est un acteur américain né le 16 mai 1908 à Fremont (Nebraska) (États-Unis), décédé le 21 mai 1993 à Woodland Hills (Los Angeles).

## Filmographie
- 1926 : Célibataires d'été (Summer Bachelors) d'Allan Dwan
- 1929 : Black Magic de George B. Seitz
- 1927 : Rich But Honest
- 1937 : Join the Marines de Ralph Staub : Lieutenant
- 1937 : Dick Tracy (en) : Anderson's secretary [Chs. 1-2, 12-13]
- 1937 : Paradise Express : Gus
- 1937 : Circus Girl : Reporter
- 1939 : Balalaika de Reinhold Schünzel
- 1940 : Up in the Air (en) : Sam Quigley
- 1940 : Phantom of Chinatown : Copilote Mason
- 1941 : Uncle Joe : Paul Darcey
- 1941 : The Green Hornet Strikes Again! : Grinson, gangster [Ch. 2]
- 1941 : Pals of the Pecos (en) de Lester Orlebeck (en) : Lawyer Buckley
- 1941 : Sky Raiders : Henchman Hess
- 1941 : Roar of the Press : Robert Mallon
- 1941 : Adventure in Washington : Desk Clerk
- 1941 : Une femme de trop (Our Wife) : Steward
- 1941 : Gentleman from Dixie : Brawley
- 1941 : Dangerous Lady (en) de Bernard B. Ray : Guy Kisling
- 1942 : Don Winslow of the Navy de Ray Taylor : Paul Barsac, chief thug
- 1942 : Mr. and Mrs. North : Guest
- 1942 : Yokel Boy : Rod La Tour
- 1942 : House of Errors (en) de Bernard B. Ray : Paul Gordon
- 1942 : Danse autour de la vie (We Were Dancing) : Hubert's friend
- 1942 : Mon secrétaire travaille la nuit (Take a Letter, Darling) : Ex-Secretary
- 1942 : She's in the Army : Wally Lundigan (columnist)
- 1942 : Submarine Raider : Bryan
- 1942 : Mabok, l'éléphant du diable (Beyond the Blue Horizon) : Herrick
- 1942 : Flight Lieutenant (en) de Sidney Salkow : Officer
- 1942 : L'Agent invisible contre la Gestapo (Invisible Agent) d'Edwin L. Marin : Spencer's secretary
- 1942 : Call of the Canyon (en) de Joseph Santley : Willy Hitchcock
- 1942 : Lucky Legs : Fur Salesman
- 1942 : Madame et ses flirts (The Palm Beach Story) : Member of Wedding Party
- 1947 : Big Town After Dark : District Attorney Harding
- 1947 : L'Aventure à deux (The Voice of the Turtle), d'Irving Rapper : Henry Atherton
- 1948 : King of the Gamblers (en) : Symonds
- 1948 : Romance à Rio (Romance on the High Seas) de Michael Curtiz : Best man
- 1948 : Blonde Ice de Jack Bernhard : Carl Hanneman
- 1948 : Sons of Adventure : Paul Kenyon
- 1948 : Behind Locked Doors : Dr J.R. Bell
- 1948 : Les Trois Mousquetaires (The Three Musketeers) : Aramis' Friend
- 1949 : My Dear Secretary : Mr Hudson
- 1949 : State Department: File 649 : Wilfred Ballinger
- 1949 : Law of the Golden West (it) : Quentin Morell
- 1949 : Tulsa : Reporter
- 1949 : Massacre River : Roberts
- 1950 : Mississippi-Express (Rock Island Trail) : Maj. Porter
- 1950 : Second Chance
- 1950 : Rio Grande Patrol : Fowler
- 1951 : La Belle du Montana (Belle Le Grand) d'Allan Dwan
- 1953 : Man of Conflict : Docteur
- 1954 : Jubilee Trail (it) de Joseph Kane : Mr Drake
- 1957 : La Fille aux bas noirs (The Girl in Black Stockings) d'Howard W. Koch : Norman Grant
- 1957 : Street of Sinners : Harry
- 1959 : A Lust to Kill (it) : le Maire
- 1960 : L'Inconnu de Las Vegas (Ocean's Eleven) : Man
- 1960 : The High Powered Rifle (en) de Maury Dexter : District Attorney
- 1960 : Peter Pan (TV) : Black Bill
- 1961 : The Little Shepherd of Kingdom Come
- 1962 :  Air Patrol (en) de Maury Dexter  : Arthur Murcott
- 1963 : They Saved Hitler's Brain (TV) : Prof. John Coleman
- 1963 : Police Nurse (en) de Maury Dexter  : Edward Mayhall
- 1963 : Le Téléphone rouge (A Gathering of Eagles) : Lord Beresford, S.A.C. Observer
- 1963 : The Madmen of Mandoras : Prof. John Coleman
- 1963 : Pas de lauriers pour les tueurs (The Prize) : Speaker
- 1964 : Open the Door and See All the People : Antoine
- 1964 : My Fair Lady : Butler
- 1965 : My Blood Runs Cold (en) de William Conrad : Mr Courtland
- 1965 : La Brigade sans peur : Maj. Hamilton
- 1966 : La Statue en or massif (The Oscar) : Stevens
- 1967 : How to Succeed in Business Without Really Trying : Matthews
- 1969 : L'Étau (Topaz)
- 1970 : The Challengers (TV) : Ambrose
- 1972 : 1776 : William Whipple (NH)
- 1974 : Lost in the Stars : Van Jarsdale
- 1974 : Chinatown : Farmer in the Valley
- 1975 : L'Homme le plus fort du monde (The Strongest Man in the World) de Vincent McEveety : Regent
- 1980 : Joni : Del Vecchio
- 1986 : Crossings (feuilleton TV) : Capitaine St. John